# Holly Cole
Holly Cole (Halifax, 25 novembre 1963) è una cantante canadese.

## Discografia

### Da solista
Album in studio
- 1995 – Temptation
- 1997 – Dark Dear Heart
- 2000 – Romantically Helpless
- 2001 – Baby, It's Cold Outside
- 2003 – Shade
- 2007 – Holly Cole
- 2012 – Night

Album dal vivo
- 1996 – It Happened One Night
- 2012 – Steal the Night: Live at the Glenn Gould Studio

Raccolte
- 2000 – The Best of Holly Cole
- 2004 – Holly Cole Collection Vol. 1

### Con l'Holly Cole Trio
Album in studio
- 1989 – Christmas Blues
- 1990 – Girl Talk
- 1992 – Blame It on My Youth
- 1993 – Don't Smoke in Bed

Raccolte
- 1998 – Treasure (1989-1993)

### Collaborazioni
- 2002 – Gavin Bryars – I Have Heard It Said That a Spirit Enters...